# Arctia coxeyi
Arctia coxeyi là một loài bướm đêm thuộc phân họ Arctiinae, họ Erebidae.